# Posición (finanzas)
En finanzas, una posición es la cantidad de un valor, mercancía o divisa que posee una persona o entidad.
En el trading, una posición en un contrato de futuros no refleja la propiedad, sino más bien un compromiso vinculante de comprar o vender un determinado número de instrumentos financieros, tales como valores, divisas o materias primas, por un precio determinado.

## Tradingy activos financieros
En la negociación de derivados o de instrumentos financieros, se usa ampliamente el concepto de posición. Hay dos tipos básicos de posiciones: una larga y otra corta. En general, las posiciones largas se benefician de una subida del precio del instrumento y las posiciones cortas de una caída (algo que se complica al entrar en el campo de las opciones).
Las opciones se utilizarán en los siguientes ejemplos. El mismo principio se aplica a los futuros y otros valores. Para simplificar, en estos ejemplos sólo se está negociando un contrato.

### Posición larga
- Cuando un operador compra un contrato de opción que no es corto, se dice que está abriendo una posición larga.
- Cuando un operador vende un contrato de opción que ya es largo, se dice que está cerrando una posición larga.

### Posición corta
- Cuando un operador vende un contrato de opción que no es largo, se dice que está abriendo una posición corta.
- Cuando un operador compra un contrato de opción que ya está corto, se dice que está cerrando una posición corta.

### Posición neta
La posición neta es la diferencia entre el total de posiciones largas abiertas (por cobrar) y cortas abiertas (por pagar) en un activo dado (valores, divisas, mercancía, etc.) mantenidas por una persona física. Esto también se refiere a la cantidad de activos en poder de una persona, empresa o institución financiera, así como el estado de propiedad de las inversiones de una persona o institución.